# Chuck Taylor
Charles Hollis "Chuck" Taylor (Condado de Brown, 24 de junho de 1901 – Port Charlotte, 23 de junho de 1969) foi um basquetebolista e treinador de basquete estadunidense, membro do Basketball Hall of Fame em 1969 como um contribuinte.
Taylor adotou e fez o tênis mundialmente famoso All Star, feito de lona e borracha e produzidos pela empresa Converse.

## Biografia
Taylor estudou na Columbus High School em Indiana, onde jogou basquete até a formatura em 1918. Mais tarde, deixou a faculdade e jogou em várias equipes profissionais em Detroit e Fort Wayne; tocou no Akron Firestone Non-Skids durante a década de 1920. Durante a Segunda Guerra Mundial, treinou a equipe na base militar da Força Aérea Wright-Patterson.

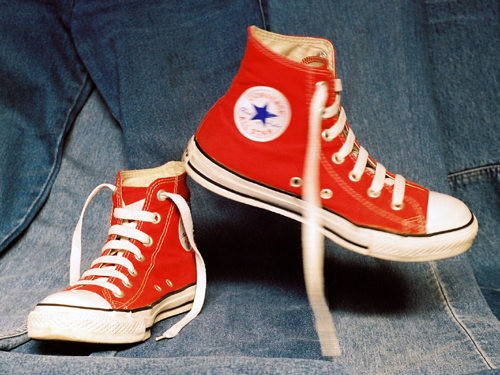
Um par de tênis All Star.

Desde o ensino médio, Taylor costumava usar tênis de jogo da Converse. Apreciou-os a ponto de ir diretamente para a empresa em 1921, para procurar um emprego. Foi contratado com a qualificação de agente de vendas e, a partir de então, dedicou-se quase exclusivamente à divulgação dos tênis All Star, que tinham sido de pouco sucesso até então.
Taylor viajou por todos os Estados Unidos, promovendo o jogo de basquete e o uso dos All Star. Em 1922, teve a intuição de publicar o "Converse Basketball Yearbook", um anuário que reunia fotos dos maiores campeões da época, que usavam tênis Converse. O Converse Basketball Yearbook, publicado até 1983, tornou-se uma das mais aguardadas publicações de basquete, e contribuiu decisivamente para a notoriedade do jogo, promovendo e celebrando o trabalho de jogadores e treinadores americanos.
Em 1932, o nome de Chuck Taylor foi consagrado pela Converse, colocando a assinatura do jogador no All Star, que, portanto, oficialmente se tornou o Chuck Taylor All Star.
Taylor continuou a gastar com a disseminação e o desenvolvimento do basquete em todo o mundo, realizando cursos e seminários ("clínicas") em escolas de ensino médio, faculdades e academias onde o basquete era jogado. Foi para o México, América do Sul, Canadá, Porto Rico, África e Europa.
Tornou-se o seletor All-America, e suas escolhas foram inscritas anualmente no Converse Yearbook.
Em 1969, seu nome tornou-se parte do Basketball Hall of Fame, em reconhecimento aos esforços pioneiros que visam promover e difundir o basquete nos Estados Unidos.